# Trevesia burckii
Trevesia burckii är en araliaväxtart som beskrevs av Jacob Gijsbert Boerlage. Trevesia burckii ingår i släktet Trevesia och familjen araliaväxter. Inga underarter finns listade.